# Godchild
Godchild, på japanska känd som Hakushaku Cain (伯爵カイン?  "Greve Cain"), är en shōjo-mangaserie som skrevs och tecknades av Kaori Yuki. Den utgavs 2008 på svenska av Bonnier Carlsen.
Godchild är en gotisk, mörk manga med djupa psykologiska personporträtt. Den består av två huvudsakliga delar: The Cain Saga, och dess uppföljare som heter just Godchild. The Cain Saga består i sin tur av mindre fristående delar vid namn Wasurerareta Juliet, Shōnen no Fukasuru Oto och Kafka.

## Handling
Seriens huvudperson är den 17-årige Cain, Lord Hargreaves, som i det sena 1800-talets London kämpar för att försona sig med sin familjs och sitt eget förflutna. Han får under seriens gång kämpa mot den hemliga organisationen Delilah, en illegal organisation som experimenterar med medicinsk forskning. Mord och hemska händelser inträffar i hans omgivning som i vissa fall, och i andra fall inte, har att göra med Delilah, och Cain dras allt mer in i en aktiv kamp mot den, dess medlemmar och sitt eget förflutna. Delilahs medlemmar består av personer med kodnamn ur tarotkortleken (om de är högt placerade inom organisationen), eller vanliga spelkort (om de bara är medhjälpare). Dessa "kort" är ofta personer med en eller annan särskild kunskap, egenskap eller talang, som de utnyttjar i organisationens tjänst mot löftet att få en önskning uppfylld, efter att de har blivit svikna av livet på ett eller annat sätt.   
Serien utspelar sig i det sena viktorianska England; tidpunkten specificeras inte närmare förrän i dess sista del, då avsnittet utspelar sig vid drottning Viktorias sextioårsjubileum, vilket tidsmässigt placerar den vid år 1897.

## Karaktärer

### Huvudpersoner
- Cain C. Hargreaves, (i den svenska översättningen stavas hans namn Kain) 17 år, brittisk adelsman, arvtagare till familjens Hargreaves namn, titel och förmögenhet. Cain är föräldralös och omyndig men lever ett oberoende liv. Han är intelligent, hemlighetsfull och amoralisk och bär på djupa känslomässiga skador från sin barndom. Han kallas The Earl of Poisons (gifternas greve) på grund av sin stora samling gifter. Cain har sin egen moral och låter sig inte påverkas av andra; vid de många mord som inträffar i hans omgivning, kan han visa förståelse för mördare eller offer, beroende för vem han fattar sympati inför, och drar sig inte för att utöva sin egen rättvisa, oavsett vad lagen säger. Han uppfattas som förförisk och excentrisk av sin omgivning och har inte särskilt gott rykte, men har trots detta en hög position i sällskapslivet på grund av sin sociala ställning. Han är cynisk och illusionslös och litar inte på någon annan än sin betjänt, Riff. Han har rakt svart hår och guldgröna (oftast sägs de vara giftgröna) ögon, och är en aning fysiskt svag.

- Riff (Riffael Raffit), 27 år, Cains betjänt. Riff är Cains främste medhjälpare i kampen mot Delilah. Han är läkarutbildad och har tagit hand om Cain sedan denne var barn. Riff är den enda Cain helt och fullt litar på och känner sig trygg och bekväm tillsammans med, och själv är Riff ett mönster av lojalitet, trohet och hänsyn, en bild av den perfekte tjänaren, utan någon annan tanke än att tjäna Cain. Som person är Riff tyst och reserverad. Trots sin tjänande ställning, behåller han en stark integritet och ett inre lugn. Cains relation till Riff är djupare än till någon annan människa, och Riffs hemlighet, som avslöjas i slutet av serien, bryter ned Cain mer fullständigt än något annat skulle ha kunnat göra. Riff har vitblont hår och är lång och fysiskt vältränad.

- Mary Weather (i den svenska översättningen Marie) 10 år, Cains halvsyster. Mary är utomäktenskaplig dotter till Cains far och hembiträdet Allegra. Cain möter henne på gatan, där hon livnär sig på att spå i kort. Han bestämmer sig för att ta hand om henne, och hon blir hans adoptivsyster. Mary är temperamentsfull och har, till och från, en medial förmåga genom sina kort. Hon har långt blont hår och är ofta ritad klädd i s.k. Lolita-stil.

- Jizabel Disraeli (i den svenska översättningen heter han Jezebel), 26 år, Cains halvbror. Jizabel är son till Cains far och dennes älskarinna. Han är utbildad läkare och kirurg och medlem i Delilah, där han utför medicinska experiment och mord på människor. Han kallas ofta "doktorn" eller "den galne doktorn". Jizabel har svåra psykologiska skador från sin barndom och har utsatts för hjärntvätt av sin far, som han är starkt känslomässigt bunden till. Han bevarar organen av sin döda mor och systrar i konserveringsvätska i glasburkar. Jizabel hyser en hatkärlek till Cain och drömmer om att skära ut dennes ögon med en skalpell för att bevara dem i sin samling. Jizabel är mycket vacker, med långt gråblont hår, och det påpekas att han är en avbild av sin vackra mor.

- Alexis Hargreaves, Cains far. Lord Alexis Hargreaves är dödförklarad; han kastade sig i havet efter att ha blivit förgiftad av Cain och ansågs ha drunknat. I själva verket är han ledare, "Kortmästare", för organisationen Delilah. Han hyser en hatkärlek till Cain, som han förföljer genom av att låta Delilah utföra mord i Cains omgivning. Han anser att det är Cains fel att hans syster Augusta, som var hans livs stora kärlek och Cains mor, blev mentalt sjuk och begick självmord. Alexis har glasögon och svart hår. Han beskrivs som djävulskt stilig, och det påpekas ofta att Cain är en avbild av sin far.

### Övriga personer
- Oscar Gabriel, 20 år, Cains vän. Oscar ger intryck av att vara en stor sorglös klumpeduns; han är stor, muskulös och klumpig och har ett sorglöst, glatt temperament. Han gjorde sig bekant med Cain eftersom denne liknar hans döda fästmö. Så småningom börjar han uppvakta Mary. Trots hans intryck av att vara enkelt funtad, har Oscar ett starkt känsloliv och temperament under den glättiga ytan.

- Dominic Crehador (ibland stavat Clehadol beroende på översättning). Crehador är ett professionellt yrkesmedium  som livnär sig på att hålla seanser för societeten. Han föraktar överklassen, men älskar pengar, och tjänar dem på de sätt han kan; förutom seanser anordnar han till exempel hemliga maskerader med droger och sex. Crehadors mediala förmåga är äkta, något han nonchalant visar Cain då denne kallar honom bluffmakare, men han drar sig ändå inte för att bluffa ibland. Han är självständigt lagd och vägrar till en början att välja sida mellan Cain och Delilah, men han spelar en stor roll i den slutgiltiga uppgörelsen.

- Augusta Hargreaves, Cains mor. Lady Augusta Hargreaves är Cains biologiska mor, men hon är också hans biologiska faster. Augusta var storasyster till Alexis, och den enda människa Alexis någonsin har älskat. Augusta fick ett mentalt sammanbrott vid Cains födelse och internerades på ett sinnessjukhus. Då Cain besökte henne, begick hon självmord genom att kasta sig ut genom ett fönster. Alexis har sedan dess hatat Cain för detta.

- Neil Hargreaves, Alexis kusin och Cains förmyndare. Han är kärv, konservativ och dålig på att visa känslor, men hyser i själva verket en faderlig kärlek för Cain.

- Cassian, 35 år. Cassian är en av Delilahs spelkort och Jizabels assistent och medhjälpare. Han ser ut som en liten pojke, men är i själva verket 35 år gammal, då han lider av en hormonell skada som förhindrat hans tillväxt. Han har blivit medlem i Delilah i hopp om att organisationen, med dess medicinska forskning, ska kunna ge honom en vuxen kropp.

- Suzette, Cains kusin. Suzette var dotter till Cains faster och mor Augusta och hennes man, (som inte nämns närmare). Eftersom Cains faster också är hans mor, är Suzette inte bara hans kusin utan också hans halvsyster. Cain var förälskad i Suzette då de växte upp. Suzette förgiftade sig med Cains hjälp för att framkalla en skendöd så att hon därigenom skulle kunna rymma med sin älskare, men mannen svek henne, och hon begick ett kombinerat självmord och mord då hon tog sitt eget och mannens liv samtidigt.

### Bipersoner
- Ida, Alexis livvakt. Hon är zigenerska och utfryst inte bara av samhället, utan även av sitt eget folk, förmodligen på grund av sitt avvikande utseende: hon har ljust hår (ibland täckt av en mörk peruk) och är brännskadad på halva kroppen (varför förklaras aldrig). Ida bär oftast en mask som täcker halva ansiktet. Hon är oerhört vig och kan hantera ett flertal olika vapen. I Delilah har hon kodnamnet Moon (månen). Hon gick med i Delilah för att hämnas sitt folk.

- Justice, doktor Ceres Helena Octavia. Ett av de högsta korten i Delilah. Doktor Helena har kodnamnet Justice (rättvisa). Hon är läkare och psykiater, med en förmåga att utföra en mycket djup form av hypnos, som ska bero på hennes särskilda form av syn; hennes ögon har en medfödd förmåga att se på ett annorlunda sätt. Hon blev medlem i Delilah för att hämnas sin familj, som blivit mördad.

- Leonora Hargreaves, Cains officiella mor. Då Alexis fick barn med sin syster Augusta, tvingades han gifta sig, för att kunna utge Cain för att vara hans legitima arvtagare. Leonora valdes ut av hans familj då hon redan var förälskad i Alexis. Leonora förgiftades av Alexis och försökte döda Cain med en yxa innan giftet hann verka, men misslyckades.